# A.J. Styles
Pour les articles homonymes, voir Styles (homonymie).
Allen Neal Jones (né le 2 juin 1977 à Jacksonville (Caroline du Nord)) est un catcheur (lutteur professionnel) américain. Il travaille à la World Wrestling Entertainment, dans la division Raw, sous le nom d'AJ Styles.
Il s'est fait connaître au sein de la Total Nonstop Action Wrestling (TNA) et de la Ring of Honor (ROH), deux fédérations de catch américaines, ainsi qu'à la New Japan Pro-Wrestling (NJPW), une fédération japonaise.
Premier champion de la Division X de la TNA de l'histoire, il a été neuf fois champion du monde durant sa carrière (trois fois champion poids lourds de la NWA, deux fois champion poids lourds de la TNA à la TNA, deux fois champion poids lourds de l'IWGP à la NJPW et deux fois champion de la WWE).
Il a été également deux fois champion du monde par équipe de la TNA et une fois champion du monde par équipe de la ROH et également le premier pure champion de la ROH.
Il a participé au tout premier match de la TNA, et y est aussi le tout premier Triple Crown Champion et Grand Slam Champion. Il est le premier catcheur de la TNA de l'histoire à avoir été premier du Top PWI 500.

## Biographie
Allen Neal Jones est né le 2 juin 1977 à la Marine Corps Base Camp Lejeune à Jacksonville[réf. nécessaire]. Il grandit dans la pauvreté avec un père abusif et alcoolique[réf. nécessaire]. La pauvreté de la famille est telle qu'elle ne peut pas se permettre la télévision par câble, ce qui empêche Jones de regarder la lutte professionnelle. Il fréquente le Johnson High School à Gainesville en Géorgie, où il obtient son diplôme de la promotion en 1996. Jones quitte l'Université Anderson à Anderson en Caroline du Sud, où il avait bénéficié d'une bourse de lutte partielle, pour essayer la lutte professionnelle. Il entre dans une école de catch pour suivre ses amis et pour savoir s’il avait une aptitude naturelle pour cet art[réf. nécessaire]. Pour compléter ses revenus, il travaille en tondant des pelouses et en conduisant une ambulance.

## Carrière de catcheur

### Débuts (1998-2002)
Il commence la lutte au Anderson College en Caroline du Sud et participe au Tournoi national de la NAIA en 1998. Il débute en 1999 sous le nom de ring de M. Olympia à la National Championship Wrestling (NCW). Avec la fusion de la NCW avec la NWA Wildside, il devient A.J. Styles. Il remporte alors les titres de champion de la télévision et champion poids-lourds de la NWA Wildside. Il forme une équipe avec Paris (en) du nom de Air Raid. Fin 2000, il commence à apparaître à la World Championship Wrestling (WCW) et participe au tournoi désignant les nouveaux champions par équipe mi-lourds où il est éliminé avec Paris en quart de finale par Elix Skipper et Kid Romeo (en) le 5 mars 2001. À la suite du rachat de la WCW par la World Wrestling Federation (WWF) son contrat prend fin mais il fait néanmoins quelques matchs pour la WWF en lever de rideau des émissions. Il retourne donc sur le circuit indépendant où il devient, le 22 décembre 2001, champion poids-lourds de la NWA Wildside. Au début de l'année 2002, il fait quelques apparitions à la World Wrestling All-Stars, où il devient, le 12 avril 2002, champion des poids mi-lourds après avoir vaincu Jerry Lynn en finale d'un tournoi.

### World Championship Wrestling (2001)
Il fait quelques apparitions à la World Championship Wrestling durant l'année 2001, où il fait équipe avec Air Paris (en). Il fait ses débuts dans la fédération le 12 février, lors d'un épisode de Thunder, il perd avec Air Paris face à Evan Karagias et Jamie Noble. Le 5 mars, lors d'un épisode de Monday Nitro, il change de nom pour Air Styles et forme avec Air Paris l'équipe Air Raid. Ils participent au tournoi pour désigner les nouveaux champions poids légers par équipe de la WCW, mais ils perdent en quart de finale face à Elix Skipper et Kid Romeo (en). Le 21 mars, lors de Thunder, Air Raid perd face à The Jung Dragons (Kaz Hayashi et Yang). Ce sera le dernier match d'AJ Styles à la WCW.

### Ring Of Honor (2002-2006)

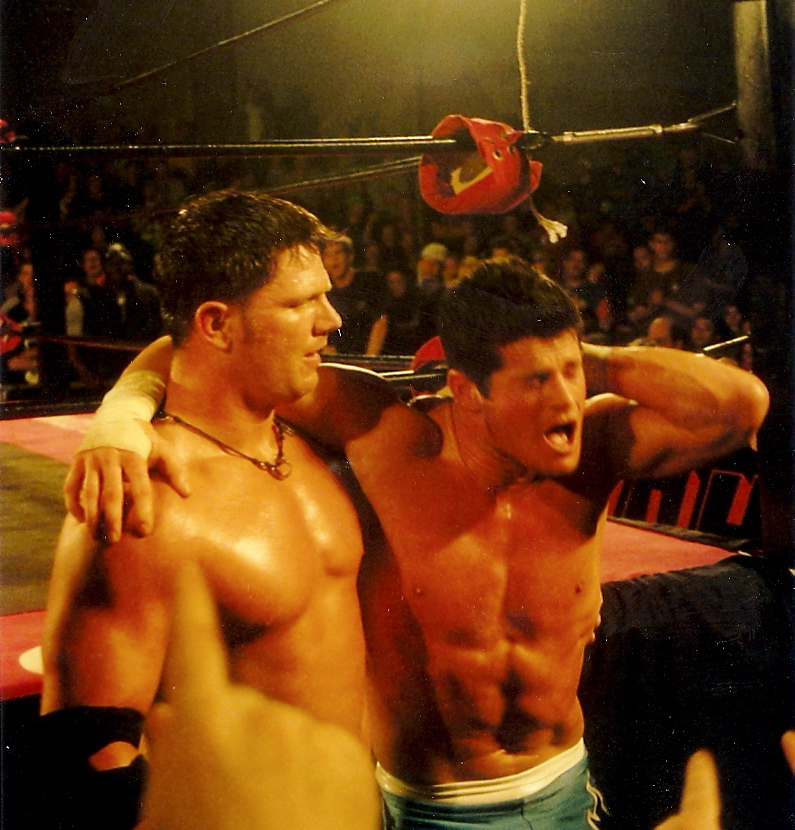
AJ Styles avec Matt Sydal à la Ring of Honor en 2006.

Il fait ses débuts à la Ring of Honor (ROH) le 27 avril 2002 où il perd face à Low Ki. Il revient à la ROH le 22 juin pour participer au tournoi désignant le premier champion du monde de cette fédération où il est éliminé au second tour par Christopher Daniels. Ce tournoi est remporté par Low Ki et, le 24 août, les deux hommes s'affrontent dans un match où le titre est mis en jeu, mais Styles perd le match.
Le 15 mars, il remporte le championnat par équipe avec Amazing Red qui a remplacé Paul London alors blessé pour le match face à Christopher Daniels et Xavier. Le 9 août Amazing Red est blessé à la jambe et il est remplacé par Homicide et, avec Styles, ils conservent le titre face à Christopher Daniels et Dan Maff. À la suite de cette blessure d'Amazing Red le titre par équipe est devenue vacant.
Le 14 février 2004, il remporte le tournoi pour désigner le premier ROH Pure Champion en battant en finale CM Punk. Il affronte ce dernier pour ce titre le 13 mars où il conserve son titre dans un match arbitré par Ricky Steamboat. Après que Rob Feinstein, un des propriétaires de la ROH, a été accusé de pédophilie au début du mois de mars, la Total Nonstop Action Wrestling demande à ses catcheurs de ne plus travailler pour la ROH et Styles doit donc rendre son titre,.
Il revient à la ROH le 25 février 2005 où il remporte son match face à Jimmy Rave. Après sa victoire il se fait attaquer par The Embassy, le clan auquel appartient Rave, avant que CM Punk ne vienne aider Styles. Le 18 juin, il bat Petey Williams qui est accompagné par Rave, Prince Nana (en) et Jade Chung (en) et après le match Rave a attaqué Styles. Le 8 juillet, Styles l'emporte sur Rave et après le match ce dernier tente de le faire suffoquer en lui mettant un sac en plastique sur la tête. Quinze jours plus tard, Rave prend sa revanche et après sa victoire son clan s'en prend à Styles. Les deux hommes s'affrontent à Glory by Honor IV. Styles sort vainqueur de ce match en effectuant son Styles Clash faisant passer son rival à travers une table.
Il fait ensuite équipe avec Matt Sydal et son clan Generation Next (Austin Aries et Jack Evans) pour affronter The Embassy[réf. nécessaire].
Après son absence, il fait son retour lors de Death Before Dishonor IV, où il bat Davey Richards. Lors de Time to Man Up, il perd contre Samoa Joe[réf. nécessaire].

### Total Nonstop Action Wrestling (2002-2013)

#### Débuts et premier champion de la Division X (2002)
En mai 2002, AJ Styles signe un contrat d’exclusivité avec la Total Nonstop Action Wrestling. Il participe au premier match télévisé de la TNA le 19 juin, où il fait équipe avec Low-Ki et Jerry Lynn mais ils perdent face aux Flying Elvis (Jimmy Yang, Jorge Estrada et Sonny Siaki). La semaine suivante, il bat Low-Ki, Psicosis et Jerry Lynn et devient le premier champion de la Division X de la TNA lors un Double Elimination Four Corners Match arbitré par Ricky Steamboat. Le 3 juillet, il bat David Young et conserve son TNA X Division Championship, puis il s'allie avec Jerry Lynn pour devenir champion du monde par équipe de la NWA après leur victoire sur  The Rainbow Express (Bruce (en) et Lenny (en)), faisant de lui un double champion, tout en possédant deux des trois championnats de la TNA.
Le 7 août, il perd le X Division Championship contre Low-Ki lors d'un Three-Way Dance Match qui incluaient également Jerry Lynn. Le 14 août, Jerry Lynn et lui se font retirer les NWA World Tag Team Championship après avoir réalisé un double tombé face à Jeff Jarrett et Ron Killings.
Le 23 octobre, il bat Syxx-Pac et remporte le championnat de la Division X pour la deuxième fois. Le 6 novembre, il perd son titre contre Jerry Lynn.[réf. nécessaire]

#### Champion du monde poids lourd de la NWA (2003-2004)
Le 11 juin, il bat Jeff Jarrett et Raven lors d'un Triple Threat Match et remporte le NWA World Heavyweight Championship et devient ainsi le premier champion Triple Crown. Lors du TNA 1st Anniversary Show, il perd avec Syxx-Pac contre Jeff Jarrett et Sting.
Le 22 octobre, il perd le titre contre Jeff Jarrett. Le 4 janvier, il reçoit le prestigieux prix de « Mr. TNA » pour tout ce qu'il a accompli depuis ses débuts dans la fédération.
Le 4 février, après qu'il a réclamé son match pour le NWA World Heavyweight Championship, comme il avait gagné le droit de le faire, Don Callis l'oblige à faire équipe avec Abyss dans un match contre Kevin Northcutt et Joe Legend qu'ils battent pour remporter les NWA World Tag Team Championship, malgré le fait que Abyss l'ait abandonné durant le match. La semaine suivante, il bat Abyss lors d’un match pour déterminer l’unique propriétaire des NWA World Tag Team Championship par disqualification après une intervention de Jeff Jarrett, mais sa victoire est annulée par Don Callis. Cette décision amène à un autre match, le 25 février, qui voit Abyss remporté le match grâce à une intervention de Lex Luger accordant ainsi à Abyss le contrôle exclusif des championnats par équipe NWA.
Le 21 avril, il bat Jeff Jarrett lors d'un match en cage et remporte le NWA World Heavyweight Championship pour la deuxième fois. Le 19 mai, il perd le titre contre Ron Killings lors d'un match qui incluaient Chris Harris et Raven après que Jeff Jarrett lui a asséné un coup de guitare. Le 2 juin, il perd le King Of The Mountain Ladder Match au profil de Jeff Jarrett et ne récupère pas le NWA World Heavyweight Championship, lors d'un match qui incluaient également Ron Killings, Raven et Chris Harris.

#### Multiples titres de champion de la Division X et troisième titre mondial de la NWA (2004-2006)
Peu de temps après, il fait son retour dans la Division X le 4 juin lors du premier épisode d'Impact, remportant un Fatal Four Way Match face à Michael Shane, Elix Skipper et Chris Sabin pour devenir challenger au championnat de Division X de la TNA. Le 9 juin, il bat Frankie Kazarian et remporte le titre pour la troisième fois de sa carrière. Le 28 juillet, il perd le TNA X Division Championship au profit de Michael Shane et Frankie Kazarian lors d'un match Ultimate X, où les deux sont déclarés co-champions après avoir décroché la ceinture en même temps.
Le 7 novembre lors de Victory Road (2004), le premier pay-per-view de la TNA, il perd contre Petey Williams et ne remporte pas le championnat de la Division X. Le 26 novembre à Impact, il perd contre Scott Hall après les interventions de Jeff Jarrett et Kevin Nash, mais il est sauvé par Randy Savage après le match. Lors de Turning Point, Jeff Hardy et Randy Savage et lui battent Jeff Jarrett, Scott Hall et Kevin Nash. Lors de Final Resolution, il bat Petey Williams et Chris Sabin dans un Ultimate X Match et remporte le TNA X Division Championship pour la quatrième fois. Lors de Against All Odds, il bat Christopher Daniels 2-1 dans un Iron Man match de 30 minutes pour conserver son titre. Lors de Destination X (2005), il perd le TNA X Division Championship contre Christopher Daniels dans un Ultimate X Match qui comprenaient également Ron Killings et Elix Skipper.
Lors de TNA Lockdown, il bat Abyss dans un Six Sides of Steel Match pour devenir challenger pour le championnat du monde de la NWA. Lors de Hard Justice, il bat Jeff Jarrett et devient champion du monde de la NWA pour la troisième fois. Lors de Slammiversary, il perd son titre contre Raven dans un King of the Mountain match qui comprend également Monty Brown, Abyss et Sean Waltman.
Lors de Unbreakable 2005, il bat Christopher Daniels et Samoa Joe dans un Triple Threat match salué par la critique et remporte le titre de champion de la Division X pour la cinquième fois. Lors de Bound for Glory (2005), il conserve son titre contre Christopher Daniels dans un Iron Man match. Lors de Genesis (2005), il conserve son titre contre Petey Williams. Le 2 novembre, il bat Chris Sabin et remporte le championnat de la Division X pour la sixième fois.
Lors de Turning Point 2006, il bat Rhino. 

#### Champion du monde par équipe de la TNA (2006-2008)
Lors de Bound for Glory (2007), Tomko et lui battent la Team Pacman et remportent les championnats du monde par équipe de la TNA. Lors de Genesis 2007, ils conservent leur titres contre les Steiner Brothers (Rick et Scott Steiner). Lors de Final Resolution 2008, ils conservent les titres contre Kevin Nash et Samoa Joe.

#### Rivalité avec la Main Event Mafia (2008-2009)
En 2008, il forme une longue rivalité avec la Main Event Mafia. Il bat d'abord Kurt Angle à Hardcore Justice 2008. Lors de Bound for Glory IV, il perd contre Booker T dans un three-way match qui comprend également Christian Cage.
En 2009, la rivalité avec la Main Event Mafia continue. Lors de Destination X 2009, il bat Booker T et remporte le championnat des légendes de la TNA et devient le premier TNA Grand Slam Champion. Lors de TNA Victory Road 2009, il perd le titre contre Kevin Nash dans un match où tous les coups sont permis.

#### World Heavyweight Champion (2009-2010)
Lors de No Surrender (2009), il bat Sting, Hernandez, Matt Morgan et Kurt Angle dans un Five-Way Match et remporte son premier championnat du monde de la TNA. Lors de Bound For Glory, il conserve son titre contre Sting. Les deux semaines d'apprè, il se fait attaquer par des personnes masquées. Il soupçonne Samoa Joe et Christopher Daniels et les affronte ces Turning Point pour son titre et gagne. Daniels devient de plus en plus jaloux d'AJ Styles et lors de Final Resolution, il conserve son titre contre Daniels.
Le début de l'année 2010 est marqué par plusieurs défenses de son titre de champion du monde face à Kurt Angle. À TNA Genesis 2010, il triche sous l'impulsion de son nouveau mentor, Ric Flair, en gagnant après une attaque illégale contre Angle. Il défend son championnat lors de Against All Odds contre Samoa Joe qui a utilisé sa chance de remporter le championnat[réf. nécessaire].
Le 19 avril, il perd son titre contre Rob Van Dam. Lors de la perte du titre, il devient le champion du monde de la TNA ayant eu le plus long règne de toute l'histoire. Lors de Sacrifice 2010, il perd contre Rob Van Dam qui conserve son titre.

#### Création de Fortune, champion de la télévision et rivalité avec EV 2.0 (2010)

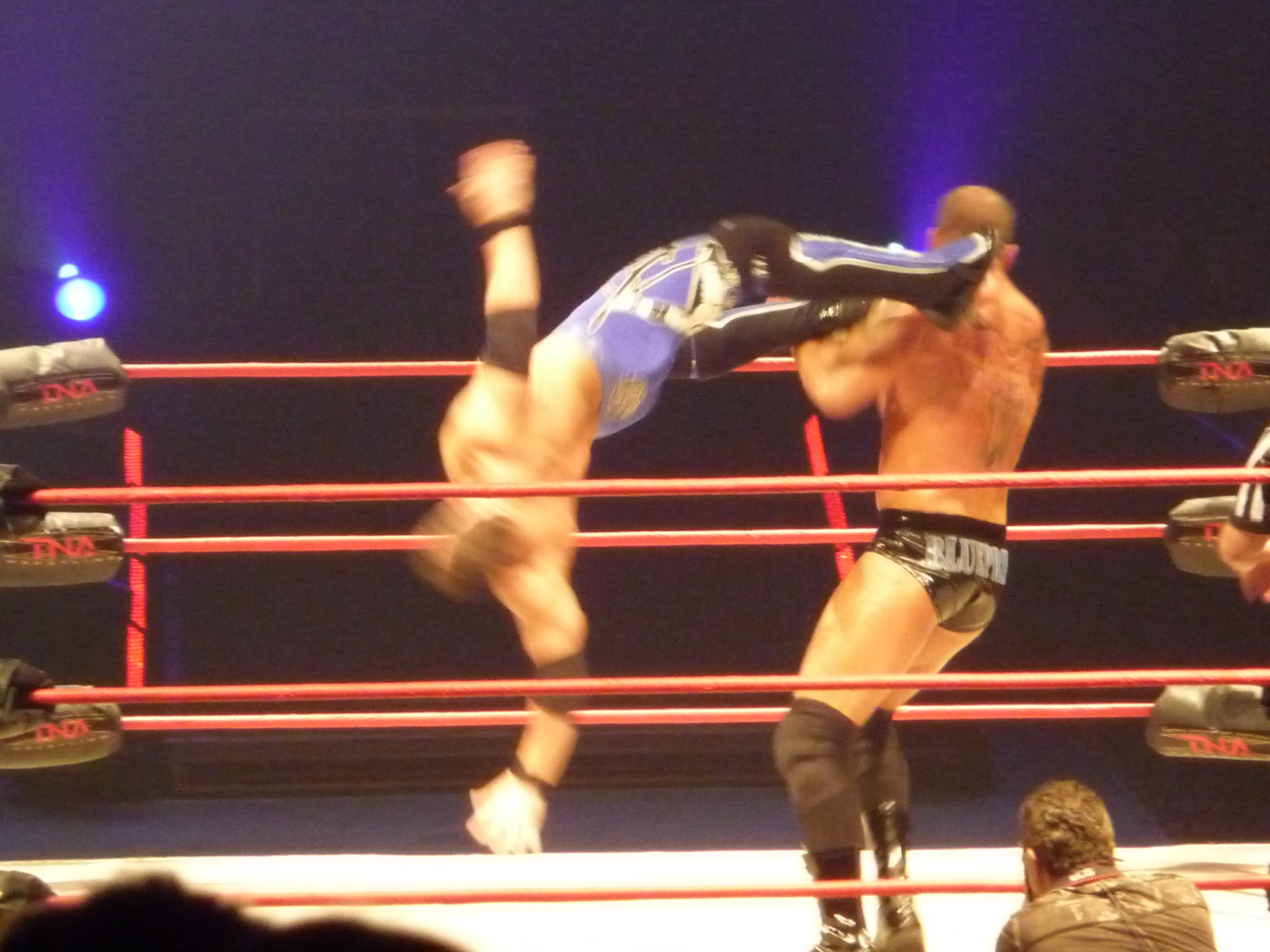
A.J. Styles exécutant un dropkick sur Matt Morgan.

Lors d'Impact! du 22 juillet, il bat Rob Terry pour remporter le TNA Global Championship, qui change alors de nom et devient le TNA Television Championship,.
À No Surrender 2010, il affronte Tommy Dreamer dans un I quit match pour le titre de champion de la télévision de la TNA, qu'il remporte. Il est ensuite engagé par Ric Flair dans son clan Fortune composé de Douglas Williams, Kazarian, Beer Money, Inc., Matt Morgan et Flair. Ces derniers aidés d'Abyss s'attaquent aux ancien catcheurs de la World Wrestling Entertainment et de l'Extreme Championship Wrestling[réf. nécessaire].

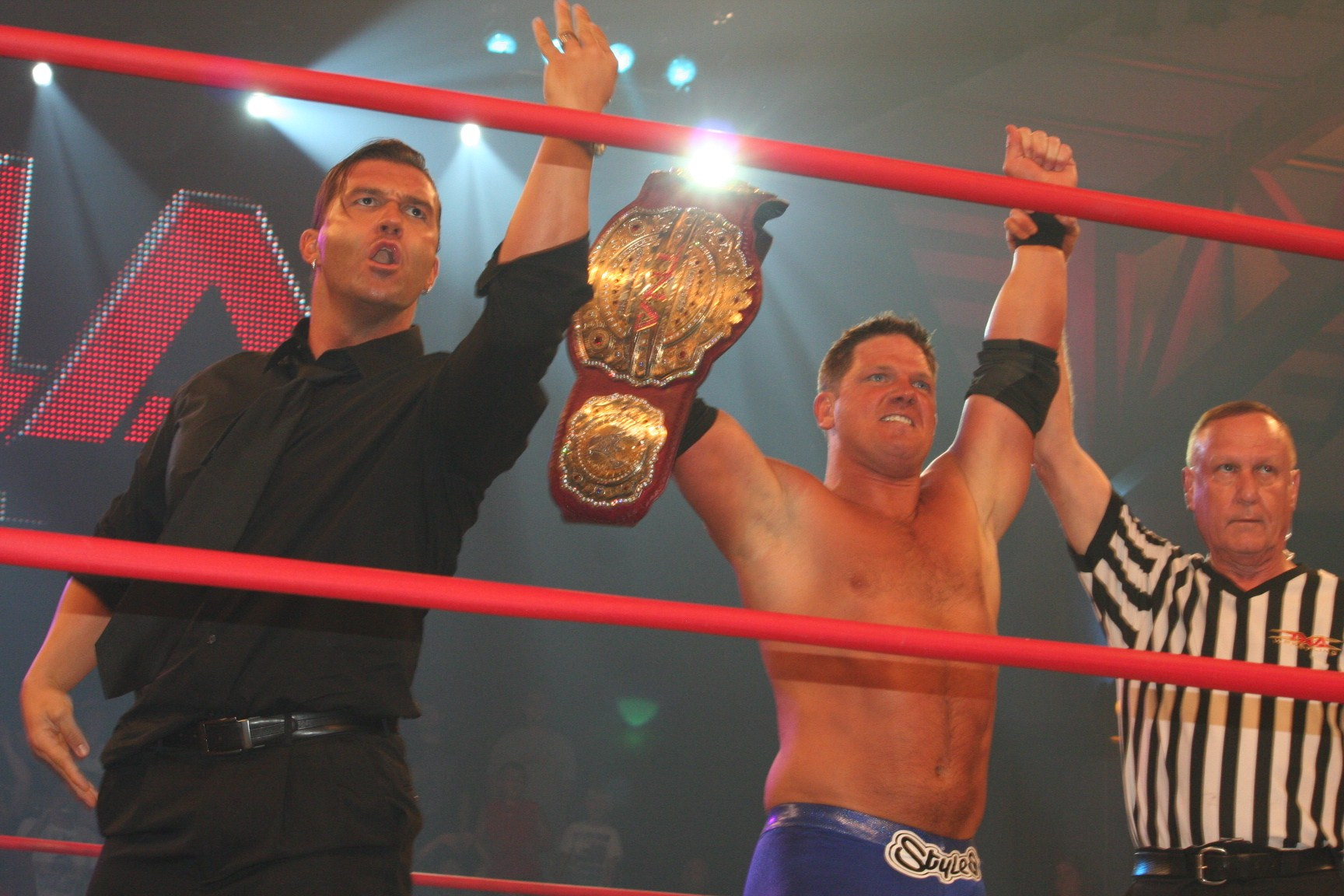
AJ Styles, champion de la télévision, avec Kazarian.

Lors de Bound for Glory, Fortune perd contre EV 2.0 après un tombé de Tommy Dreamer sur Styles. Il perd le championnat de la télévision face à Douglas Williams à Final Resolution 2010. Lors d'Impact le 23 décembre, il affronte Williams dans un Iron Man Match pour le titre de la télévision qui se termine par un nul, ce qui fit que Williams conserve son titre[réf. nécessaire].
Lors de TNA Genesis 2011, un match entre Douglas Williams pour le titre de la télévision est annoncé avec la stipulation que si Style perd, il devra quitter Fortune. Cependant, le match ne peut avoir lieu parce que Style s'est blessé, mais il continue d'apparaître dans l'émission aux côtés de Ric Flair et d'Eric Bischoff[réf. nécessaire].

#### Rivalité avec Immortal, Bully Ray etBound for Glory Series(2011)

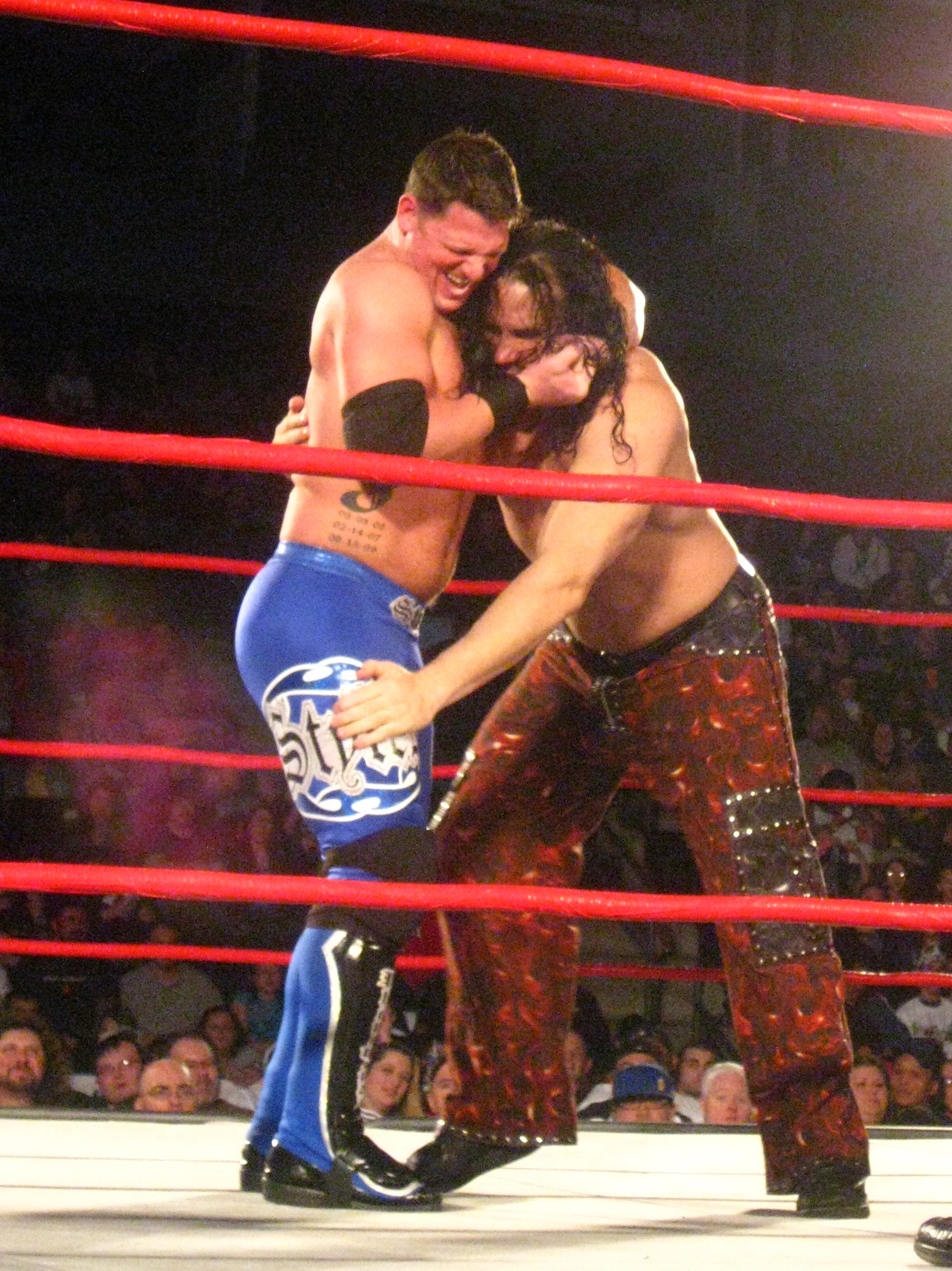
AJ Styles effectuant une prise de soumission sur Matt Hardy en 2011.

Le 3 février, avec Fortune, AJ Style vient en aide à Mr Anderson contre Jeff Hardy. AJ prend ensuite le micro et dit qu'il ne laissera pas Eric Bischoff et Hulk Hogan détruire la TNA. Ils entrent en rivalité avec Immortal et, après diverses insultes, en viennent aux mains. Lors du retour de Ric Flair à Impact! le 21 février, Styles perd contre Matt Hardy parce que Ric Flair intervient dans le match en disant qu'il abandonne Fortune. Le 24 février à l'édition d'Impact!, AJ Styles défie Ric Flair dans un match pour se venger mais Ric Flair amène avec lui Shawn Hernandez et l'attaquent à deux contre un avant que Fortune ne vienne aider Styles[réf. nécessaire].
Lors de Victory Road 2011, il gagne contre Matt Hardy et frappe Ric Flair. La semaine d'après, Bully Ray, à l'aide d'une powerbomb du haut de la scène, le fait passer à travers une table. Styles est évacué sur une civière et est absent pendant un mois laissant sa place au sein de Fortune à Christopher Daniels[réf. nécessaire].

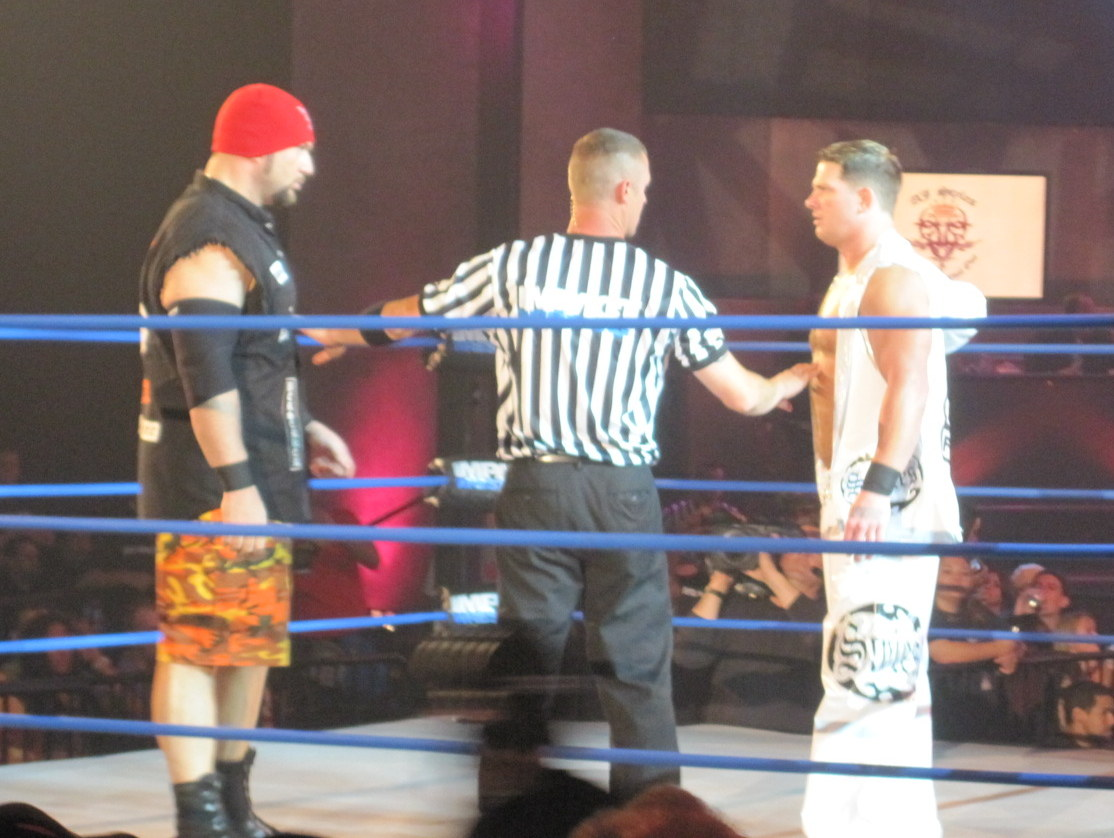
AJ Styles et Bully Ray.

Lors de Lockdown 2011, il fait son retour en attaquant Bully Ray permettant à Fortune de gagner le Lethal Lockdown match contre Immortal. Lors de Sacrifice 2011, il perd contre Tommy Dreamer son match sans disqualification après une interention de Bully Ray. Lors de Slammiversary IX, il perd contre Bully Ray dans un Last Man Standing Match après avoir sauté de plus de 5 mètres de haut sur ce dernier.
Il est qualifié pour les Bound for Glory Series le 16 juin, lors de Impact Wrestling. Le 30 juin, il perd contre Gunner pour un match des Bound for Glory Series. Lors de Destination X (2011), il bat Christopher Daniels. Le 29 juillet, il bat Devon. Lors de Hardcore Justice (2011), Fortune et lui battent les Immortals. À l'édition d'Impact Wrestling du 18 août, il bat Rob Van Dam dans un match pour les Bound for Glory Series, par discalification à cause de Jerry Lynn. Le 25 août il perd un match avec Fortune (Beer Money, Inc. et lui) face à Immortal (Bully Ray et Scott Steiner) pour les Bound for Glory Series[réf. nécessaire].

#### Rivalités avec Christopher Daniels et Kazarian (2011-2012)

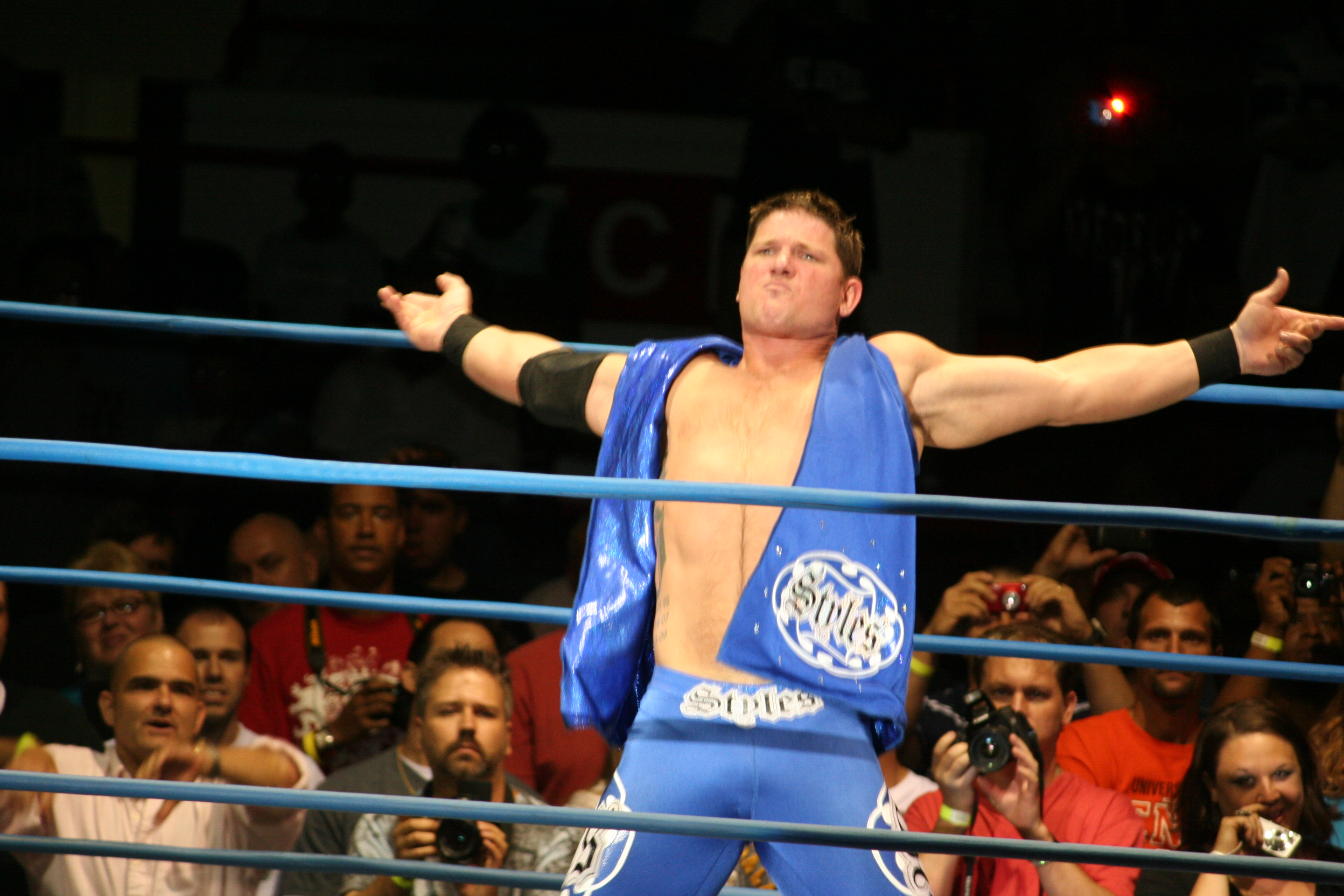
AJ Styles en novembre 2011.

De septembre à octobre, il entre en rivalité avec Christopher Daniels demandant un autre match après une défaite le 1er septembre. Lors de Bound For Glory, il bat Daniels dans un I Quit Match. Lors de Turning Point (2011), il perd contre Bobby Roode et ne remporte pas le TNA World Heavyweight Championship. À Final Resolution 2011, il ne remporte pas le TNA World Heavyweight Championship de Bobby Roode à cause d'une égalité 3-3. En décembre, alors qu'il forme une équipe avec Frankie Kazarian, celui-ci décide de le trahir. Il perd face à Frankie Kazarian à Against All Odds (2012). À Victory Road (2012), il gagne un match par équipe avec Mr. Anderson face à Kazarian et Daniels. Lors de Lockdown (2012), Austin Aries, Garret Bischoff, Mr. Anderson, Rob Van Dam et lui battent Bully Ray, Christopher Daniels, Eric Bischoff, Gunner et Kazarian dans un Lethal Lockdown match. Lors de Sacrifice, il perd contre Kurt Angle. Lors de Slammiversary X, Kurt Angle et lui battent Christopher Daniels et Kazarian et remportent les championnats du monde par équipe de la TNA.

#### Bound for Glory Serieset nouvelle rivalité avec Christopher Daniels (2012-2013)
Lors d'Impact Wrestling du 14 juin, il est annoncé parmi les 12 participants des Bound for Glory Series qui durent jusqu'à No Surrender (2012) et commence ce tournoi par une défaite lors d'une bataille royale où tous les participants de la BFG Series participent, elle a d'ailleurs été gagnée par James Storm. Lors de l'Impact Wrestling du 28 juin, Kurt Angle et lui perdent contre Christopher Daniels et Kazarian et perdent leurs titres. Lors de Destination X, il bat Daniels dans un Last Man Standing Match. À Xplosion du 11 juillet, il bat Robbie E pour un match des BFG Series et empoche 7 point dans le classement. Lors de Hardcore Justice (2012), il bat Daniels, Samoa Joe et Angle dans un Fatal Four Way Ladder Match où il décroche le contrat et empoche donc les vingt points. Lors de No Surrender, Kurt Angle et lui perdent contre Daniels et Kazarian et ne remportent pas les TNA World Tag Team Championship. Lors de Bound for Glory (2012), ils perdent contre Chavo Guerrero et Hernandez et ne remportent pas les championnats par équipe dans un match qui comprenait également Christopher Daniels et Kazarian. Lors de Turning Point, il affronte Bobby Roode et James Storm dans un Triple Threat Match pour être challenger numéro 1 au championnat du monde poids-lourd de la TNA lors de Bounds for Glory 2013 mais perd contre Storm. Lors de Final Resolution (2012), il perd face à Daniels à la suite d'un Styles Clash de ce dernier.

#### TNA World Heavyweight Champion et départ (2013)
Toutefois, lors des semaines suivantes il se refuse à choisir un camp entre la TNA et les Aces & Eights (qui lui proposent de les rejoindre), se contentant de les regarder attaquer d'autres membres du roster sans intervenir. Il reste stoïque jusqu'à l'émission du 23 mai, où il rejoint les Aces & Eights, accepte la veste en cuir et attaque Kurt avec un marteau, cependant, il attaque les autres membres des Aces & Eights. Lors de Slammiversary, il arrive avec une nouvelle musique et perd contre Kurt Angle. Le 13 juin à Impact Wrestling, Hulk Hogan annonce le retour des Bound for Glory Series (2013) qui mènera le nouvel aspirant no 1 au titre du champion du monde de la TNA au main event de Bound for Glory. AJ Styles se qualifie en battant Angle le même soir. Durant l'épisode dImpact Wrestling du 20 juin, il affronte Samoa Joe pour son premier match des BFG Series, mais il finit par un nul entre les deux. Lors dImpact le 22 août la MEM affronte les Aces & Eights à 4 contre 5. AJ Styles reprend alors son ancienne gimmick et en rejoignant la Main Event Mafia. Il remporte les BFG Series à la suite d'un match en finale contre Magnus à No Surrender. Lors de Bound for Glory (2013), il bat Bully Ray et remporte le TNA World Heavyweight Championship pour la deuxième fois. Le 24 octobre à Impact Wrestling, une cérémonie sur le ring est spécialement organisée pour Styles quand la musique de Dixie Carter se déclenche. Elle vante Styles en disant qu'elle a tout fait depuis six semaines pour le motiver pour ce match. Styles arrive et rend public tout ce que Carter fait pour se mettre Styles dans la poche : un vestiaire spécialement pour lui et presque aussi grand que le bureau de Carter, du homard, du caviar et du vin à sa disposition, et même une montre qui appartenait à un ancien general manager. Il enchaîne en disant qu'il s'est toujours battu pour avoir ses opportunités et qu'il ne veut pas céder à la facilité. Le même soir il conserve son titre contre Bully Ray. Après le match, Dixie Carter est de nouveau sur le ring et dit qu'elle a une offre de contrat à faire à Styles qu'il ne pourra refuser. Styles revient sur le ring, regarde le contrat et reconnait qu'il est très bon mais il le déchire et dit qu'il va lui faire payer ces dernières semaines car le titre de la TNA est le sien désormais. Il laisse ensuite comprendre qu'il quitte la TNA[réf. nécessaire].
Il perd l'occasion de devenir le TNA Undisputed Heavyweight Champion dans un combat sans disqualification face à Magnus lors de l'enregistrement d'Impact Wrestling du 9 janvier à la suite d'interventions successives de Sting à son avantage, puis des BroMans, Ethan Carter III, Rockstar Spud, les E.G.O (Bobby Roode, Christopher Daniels et Kazarian) et de Dixie Carter elle-même à l'avantage de Magnus,. Après ce match, il fait une promo dans laquelle il remercie les fans et la promotion[réf. nécessaire].
Il quitte officiellement la TNA le 16 décembre 2013[réf. nécessaire].

### Partenariats Mexicains et Japonais (2006-2013)
Dans le cadre d'une relation de travail entre la New Japan Pro-Wrestling (NJPW) et la TNA, Styles fait quatre apparitions pour NJPW en 2008. Lors de Wrestle Kingdom II, Christian Cage et Petey Williams battent RISE (Milano Collection AT, Minoru et Prince Devitt).
Le 26 juillet 2008, il fait ses débuts à la Consejo Mundial de Lucha Libre (CMLL) en prenant part au 16-man elimination International Gran Prix Tournament en tant que représentant de la Team International. Lors de son premier match, il bat Rey Bucanero de la Team Mexico, mais il se fait éliminer du tournoi par Último Guerrero qui perd contre un autre représentant de la Team International Alex Shelley qui gagne le tournoi pour la Team International.

### Retour à la Ring of Honor (2014-2016)

#### Retour, course au titre mondial et départ (2014-2016)

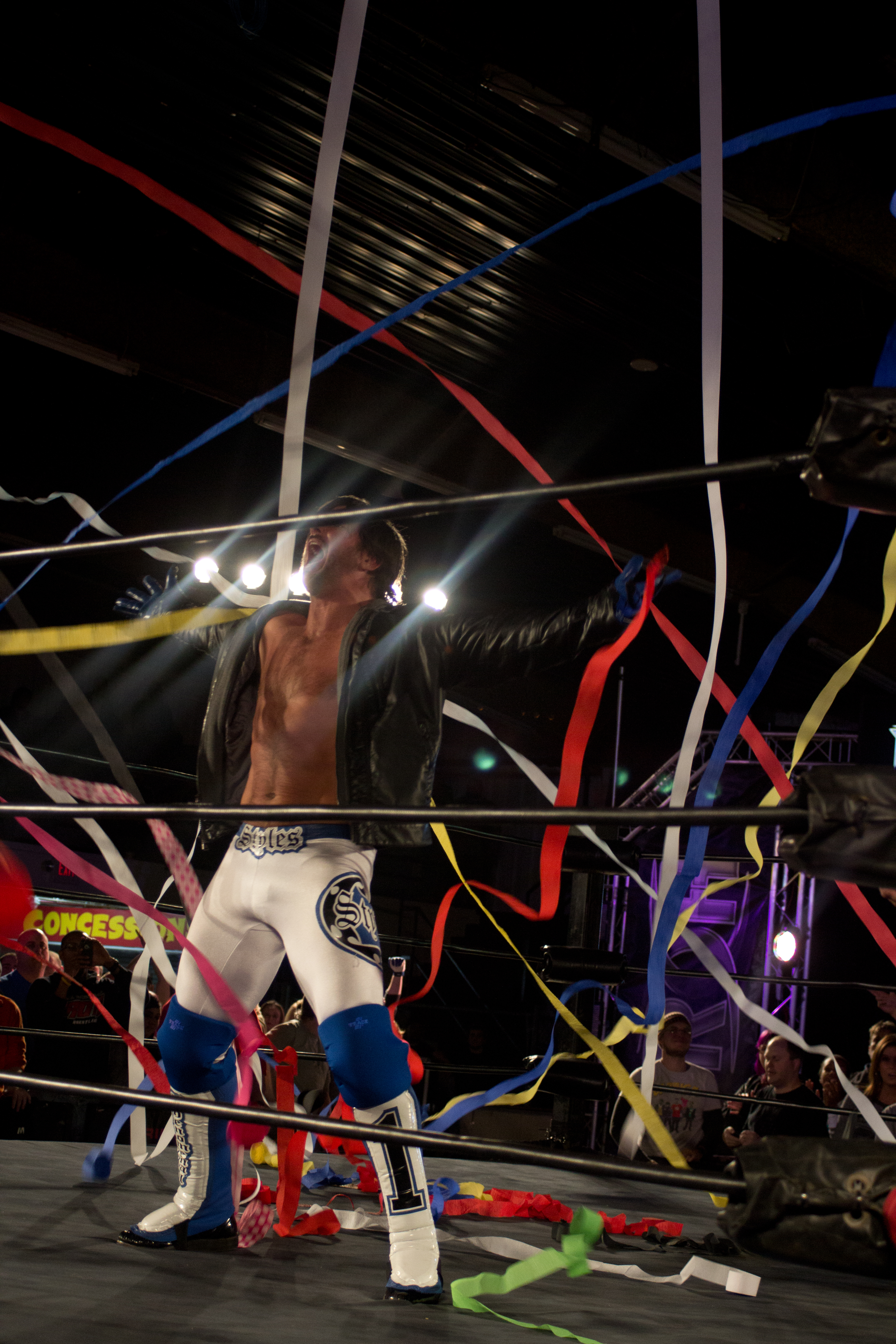
A.J. Styles lors de son retour à la ROH en janvier 2014.

Après son départ en 2006 de la ROH, il fait son retour, le 4 janvier 2014, lors d'un spectacle à Nashville dans le Tennessee et bat Roderick Strong. Lors de 12th Anniversary Show, il bat Jay Lethal. Le lendemain, il affronte Michael Elgin mais le match se termine en match nul à la fin du temps limite. Alors que le match allait être relancé, le champion de la ROH Adam Cole intervient et les frappe avec sa ceinture[réf. nécessaire]. Le 22 mars, lors de Flying High, il bat Chris Hero et devient un candidat potentiel pour le titre mondial. Lors de Second To None, il perd contre Michael Elgin et ne devient pas challenger pour le ROH World Championship.
Lors de Global Wars (2014), un évènement organisé en collaboration avec la NJPW, Karl Anderson et lui battent Chaos (Kazuchika Okada et Gedo). Lors de War of the Worlds (2014), un autre spectacle organisé en partenariat avec la NJPW, il bat Kazuchika Okada et Michael Elgin et conserve le IWGP Heavyweight Championship. Lors de Field of Honor (2014), il perd contre Michael Elgin et ne remporte pas le ROH World Championship lors d'un match qui incluaient Adam Cole et Jay Briscoe. Lors de Death Before Dishonor XII, il bat Kyle O'Reilly. Lors de All Star Extravaganza VI, il bat Adam Cole.
Lors du 13th Anniversary Show, il bat ACH. Lors de la première nuit de la tournée War of the Worlds (2015), il bat Adam Cole. Lors de la première nuit de la tournée Global Wars (2015), Matt Jackson, Nick Jackson, Doc Gallows, Karl Anderson et lui perdent contre ROH All-Stars (The Briscoe Brothers (Jay Briscoe et Mark Briscoe), Hanson, Raymond Rowe et Roderick Strong) dans un Ten Man Tag Team Match. Le lendemain, lors de la deuxième nuit de la tournée Global Wars (2015), The Young Bucks et lui battent Chaos (Kazuchika Okada, Baretta et Rocky Romero) dans un Six Man Tag Team Match[réf. nécessaire]. Lors de Best in the World (2015), The Young Bucks et lui battent The Kingdom (Adam Cole, Michael Bennett et Matt Taven). Lors de All Star Extravaganza VII, il bat Roderick Strong, Adam Cole et Michael Elgin et devient challenger pour le ROH World Championship. Lors de Final Battle 2015, il perd contre Jay Lethal et ne remporte pas le titre mondial de la ROH.
Le 23 janvier, lors de sa dernière apparition indépendante aux enregistrements télévisés de la ROH avant de commencer à travailler pour la WWE, il est interrompu par Jay Lethal, The House of Truth et Roderick Strong. Ensuite, une bagarre éclate et Doc Gallows, Karl Anderson et The Young Bucks (qui ont renvoyé AJ Styles du Bullet Club deux semaines auparavant) viennent l'aider contre divers catcheurs de la ROH. À la fin du spectacle, il rejoint le Bullet Club pour un câlin de groupe, à l'image du célèbre "Curtain Call" du WWF Madison Square Garden de 1996[réf. nécessaire].

### Retour dans le circuit indépendant (2014-2016)
Lors de CZW 15th Anniversary Show, il bat Drew Gulak par disqualification mais ne remporte pas le CZW World Heavyweight Championship. Le 11 mars, 2015, il bat John Hennigan dans un best of three falls match et remporte le FWE Heavyweight Championship. Le 18 avril, Tommy Suede et lui battent Rise Up (Mark Maverick et TJ Masters) et remportent les PPW Tag Team Championship, mais ils rendent les titres vacants le mois suivant. Le 14 juin, lors de Summer Sizzler, il bat Marty Scurll et remporte le RPW British Heavyweight Championship. En septembre, il fait ses débuts à la Chikara où il participe, avec The Young Bucks (Matt Jackson et Nick Jackson), au King of Trios 2015 où ils perdent en finale contre la Team AAA (Aero Star , Drago et Fénix). Le 14 janvier 2016, lors d'un show de la 5 Star Wrestling, il bat Rey Mysterio. Le 16 janvier, il perd le RPW British Heavyweight Championship contre Zack Sabre, Jr. Après le match, il fait une promo concernant son avenir et plaisante à propos de son entrée dans le Royal Rumble.

### New Japan Pro-Wrestling (2014-2016)

#### Bullet Club et Double Champion Poids-lourds IWGP (2014-2016)

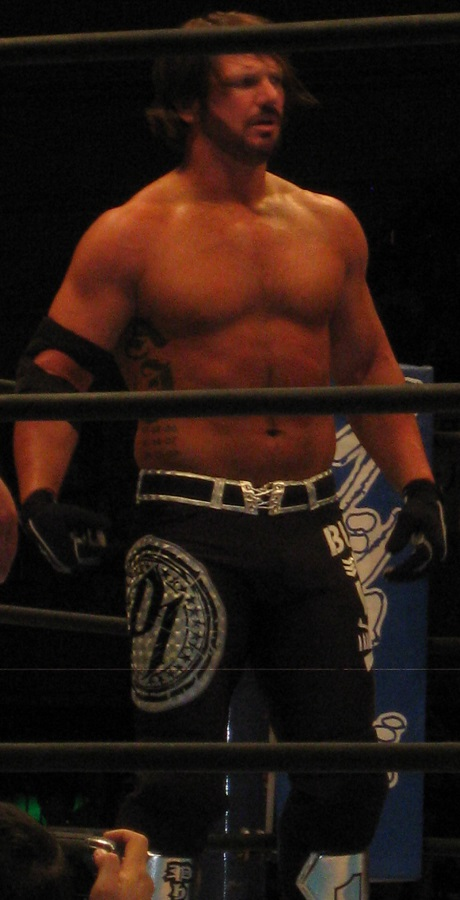
AJ Styles en 2014 à la NJPW.

Fin mars 2014, il a été annoncé que AJ Styles a signé un contrat avec la New Japan Pro-Wrestling. Il apparaît le 6 avril lors d'Invasion Attack (2014), où il attaque le champion poids-lourds IWGP Kazuchika Okada après son match, le défiant pour son titre, tout en prétendant qu'il était toujours le même « jeune garçon » qu'il avait connu à la TNA puis révèle qu'il est le nouveau membre du Bullet Club, un clan de cette fédération composé de gaijin. À la suite des engagements de AJ Styles dans le circuit indépendant américain et le fait qu'il ne travaille que pour les plus grands événements de la NJPW, Karl Anderson a été positionné comme le nouveau leader du Bullet Club[réf. nécessaire]. Cependant, AJ Styles a été considéré comme le chef du Bullet Club à la Ring Of Honor[réf. nécessaire], ainsi qu'à la NJPW d'ici la fin de l’année 2015[réf. nécessaire]. Lors de Wrestling Dontaku (2014), il remporte le IWGP Heavyweight Championship en battant Kazuchika Okada lors de son premier match au sein de la fédération, à la suite d'une intervention de Yujiro Takahashi qui trahit Chaos pour rejoindre le Bullet Club. Grâce à sa victoire, il devient le sixième catcheur gaijin (non japonais) de l'histoire a remporter le titre et le premier lutteur américain à remporter le titre depuis Brock Lesnar en 2005,. Il devient aussi le plus petit champion poids lourds IWGP de l'histoire du titre. Lors de Back to the Yokohama Arena, il conserve son titre contre Kazuchika Okada. Le 21 juin à Dominion 6,21, lui et Yujiro Takahashi battent Chaos (Kazuchika Okada et Tomohiro Ishii). Du 21 juillet au 8 août, il participe au G1 Climax (2014), où il termine deuxième du bloc B avec 16 points (huit victoires et deux défaites), ne se qualifiant donc pas pour la finale du tournoi, à la suite de sa défaite lors de son premier match face à Okada. Lors de Destruction in Kobe (2014), Tama Tonga et lui perdent contre Tetsuya Naitō et Kōta Ibushi. Lors de Destruction in Okayama (2014), Doc Gallows et lui perdent contre Tetsuya Naitō et Hiroshi Tanahashi[réf. nécessaire]. Lors de King of Pro Wrestling (2014), il perd son titre contre Hiroshi Tanahashi, après que l'intervention de Jeff Jarrett en sa faveur a été empêchée par Yoshi Tatsu.

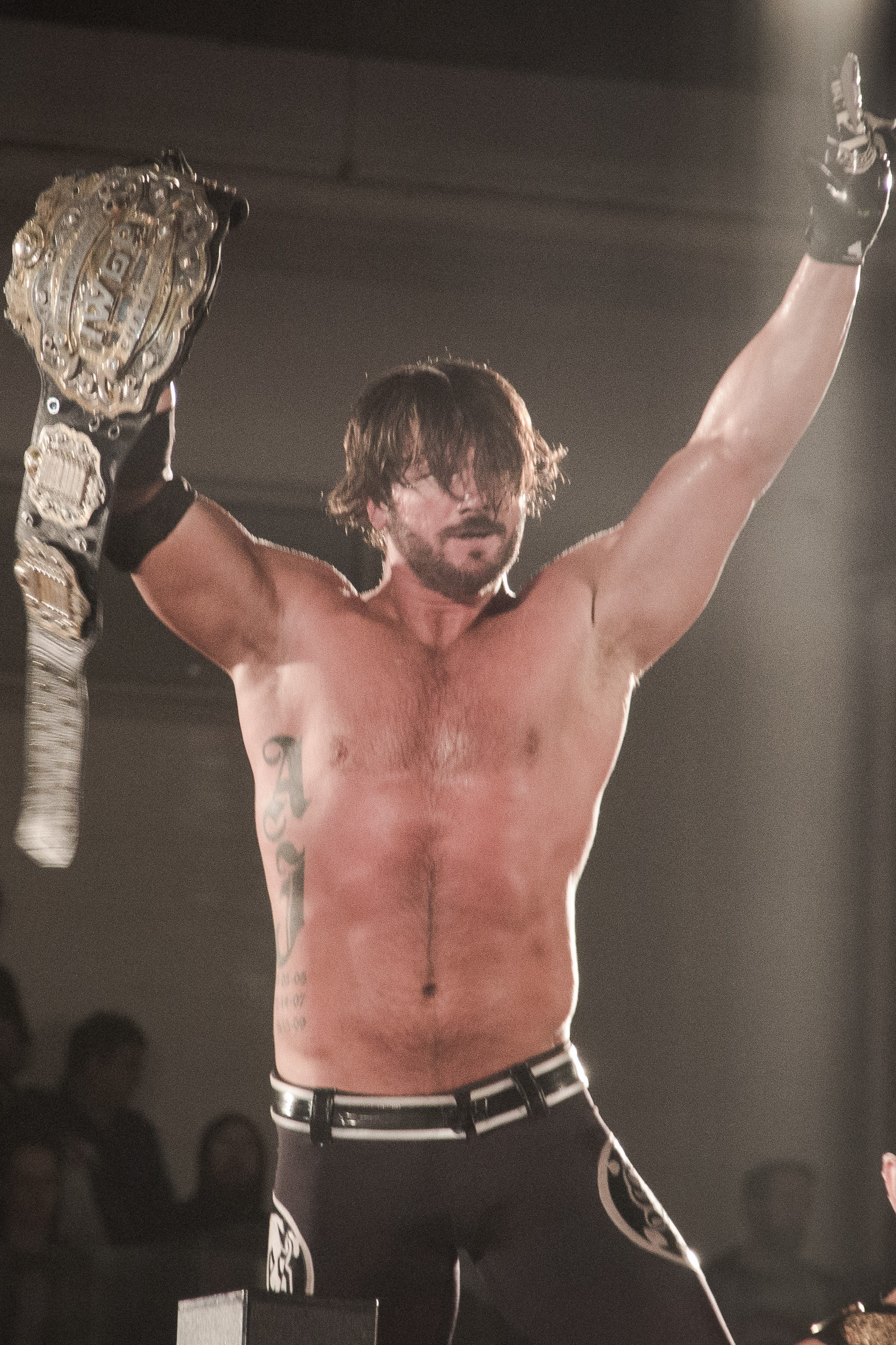
AJ Styles en tant que IWGP Heavyweight Champion en mai 2014.

Lors de Power Struggle (2014), il bat Yoshi Tatsu grâce à une intervention de Jeff Jarrett, le blessant au cou à la suite d'un Styles Clash et d'un coup de guitare asséné par Jeff Jarrett puis il se fait face à Tetsuya Naitō après le match. Il participe ensuite au World Tag League (2014), avec Yujiro Takahashi où ils sont placés dans le bloc A, mais il termine la ronde avec seulement 8 points (quatre victoires et trois défaites) ne se qualifiant donc pas pour la finale du tournoi. Lors de Wrestle Kingdom 9, il bat Tetsuya Naitō. Le lendemain lors de New Year Dash !! (2015), Karl Anderson, Doc Gallows, Yujiro Takahashi et lui battent Hiroshi Tanahashi, Tetsuya Naitō, Hirooki Goto et Katsuyori Shibata.

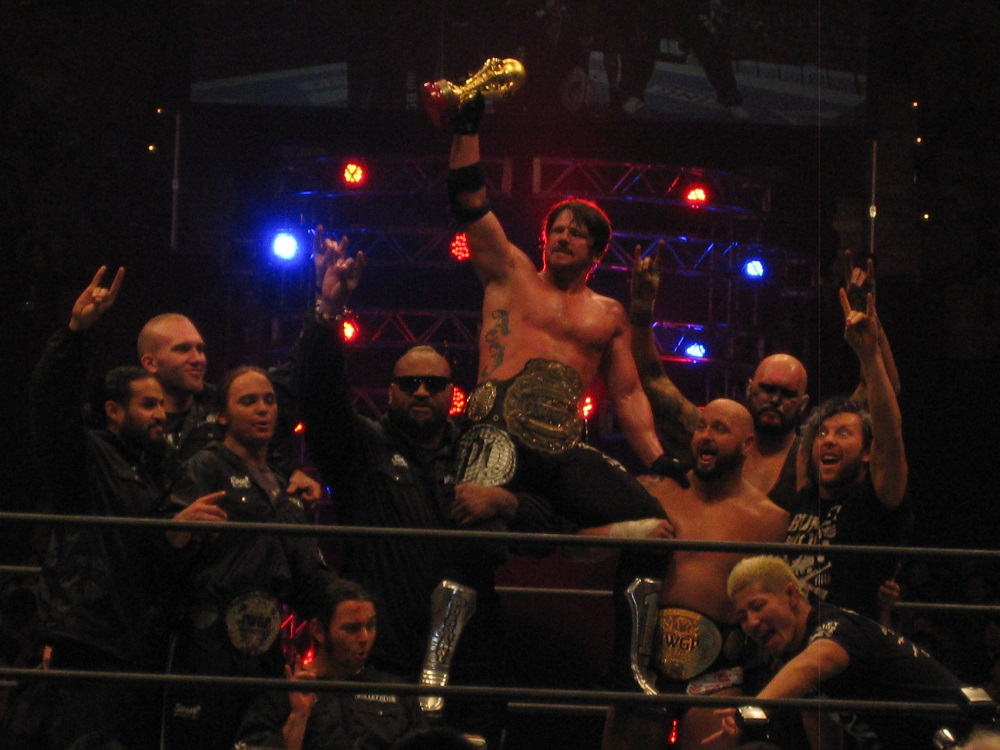
A.J. Styles avec le Bullet Club en février 2015 après avoir remporté le IWGP Heavyweight Championship.

Lors de The New Beginning in Osaka (2015), il bat Hiroshi Tanahashi et remporte le IWGP Heavyweight Championship pour la deuxième fois[réf. nécessaire]. Lors d'Invasion Attack (2015), il conserve son titre contre Kōta Ibushi[réf. nécessaire]. Lors de Wrestling Dontaku 2015, Yujiro Takahashi et lui battent Chaos (Kazuchika Okada et Yoshi-Hashi)[réf. nécessaire]. Lors de Dominion 7.5, il perd le titre contre Kazuchika Okada[réf. nécessaire]. Du 20 juillet au 16 août, il intègre le G1 Climax (2015), où il termine deuxième du bloc A avec 12 points (six victoires et trois défaites), mais il ne réussit pas à se qualifier pour la finale du tournoi à la suite de sa défaite contre le gagnant du Bloc Hiroshi Tanahashi le dernier jour[réf. nécessaire]. Lors de Destruction in Okayama (2015), Cody Hall et lui perdent contre Kazuchika Okada et Toru Yano. Lors de Destruction in Kobe 2015, Tama Tonga, Cody Hall et lui perdent contre Kazuchika Okada, Toru Yano et Kazushi Sakuraba. Lors de King of Pro Wrestling 2015, il perd contre Kazuchika Okada et ne récupère pas le IWGP Heavyweight Championship.
Lors de Power Struggle 2015, Bad Luck Fale et lui battent Toru Yano et Yoshi-Hashi. Du 21 novembre au 9 décembre, il participe au World Tag League (2015) avec Yujiro Takahashi, où ils terminent dernier du bloc B avec seulement 2 points (une victoire et six défaites), ne parvenant donc pas à se qualifier pour la finale du tournoi. Le 24 novembre, il se fait une hernie discale dans le bas du dos après le deuxième match de la ronde du World Tag League et doit ainsi renoncer tout comme Yujiro Takahashi au reste de la compétition par forfait[réf. nécessaire]. Pour son retour lors de Wrestle Kingdom 10, il perd contre Shinsuke Nakamura et ne remporte pas le IWGP Intercontinental Championship. Après le show, il est annoncé que AJ Styles a signé un contrat avec la WWE, quittant ainsi la NJPW. Il fait sa dernière apparition à la fédération, le lendemain lors de New Year Dash !! (2015), où lui et Kenny Omega battent Shinsuke Nakamura et Yoshi-Hashi puis il se fait exclure du Bullet Club après avoir été trahi puis attaqué par le reste du groupe, avec Kenny Omega devenant le nouveau leader du groupe.

### World Wrestling Entertainment (2016-...)

#### Débuts àRawet diverses rivalités (2016)
Le 24 janvier 2016 au Royal Rumble, il fait ses débuts à la World Wrestling Entertainment en tant que Face, entre dans son tout premier Men's Royal Rumble match en 3e position, élimine Tyler Breeze et Curtis Axel avant d'être lui-même éliminé par Kevin Owens après 27 minutes de match[réf. nécessaire]. Le lendemain à Raw, il fait ses débuts dans le show rouge, dispute son premier match et bat Chris Jericho[réf. nécessaire]. Le 21 février à Fastlane, il rebat son même adversaire par soumission[réf. nécessaire]. Le lendemain à Raw, les deux catcheurs forment officiellement une alliance, sous le nom de Y2AJ et ensemble, ils battent The Social Outcasts (Curtis Axel et Heath Slater)[réf. nécessaire]. Le 7 mars à Raw, ils ne remportent pas les titres par équipes de la WWE, battus par le New Day (Big E et Kofi Kingston). Après le combat, son désormais ex-partenaire effectue un Heel Turn en l'attaquant dans le dos[réf. nécessaire]. 
Le 3 avril à WrestleMania 32, il perd le match revanche face à son ancien équipier[réf. nécessaire]. Le 1er mai à Payback, il ne remporte pas le titre mondial poids-lourds de la WWE, battu par Roman Reigns[réf. nécessaire]. Le 22 mai à Extreme Rules, il ne remporte pas la ceinture, rebattu par son même adversaire dans un Extreme Rules match, malgré l'intervention extérieure de ses deux frères en sa faveur[réf. nécessaire]. Le 30 mai à Raw, il accueille le retour de John Cena en lui serrant la main, mais effectue un Heel Turn en l'attaquant dans le dos, aidé par les Good Brothers avec qui il reforme The Club[réf. nécessaire]. Le 19 juin à Money in the Bank, il bat son adversaire, aidé par une intervention extérieure de ses frères, à la suite de l'évanouissement de l'arbitre[réf. nécessaire]. 
Le 19 juillet lors du Draft, il est annoncé être officiellement transféré à SmackDown Live, tandis que ses frères resteront à Raw, ce qui marque la séparation du trio[réf. nécessaire]. Le 23 juillet à Battleground, ses frères et lui perdent face à Enzo Amore, Big Cass et John Cena dans un 6-Man Tag Team match[réf. nécessaire]. Le 21 août à SummerSlam, il bat à nouveau John Cena[réf. nécessaire].

#### Champion de la WWE, rivalité avec Shane McMahon et double Champion des États-Unis de la WWE (2016-2017)
Le 11 septembre à Backlash, il devient le nouveau champion du monde de la WWE en battant Dean Ambrose et remporte le titre pour la première fois de sa carrière.
Le 9 octobre à No Mercy, il conserve son titre en rebattant son même adversaire et John Cena dans un Triple Threat match. Le 20 novembre aux Survivor Series, l'équipe SmackDown (Dean Ambrose, Bray Wyatt, Randy Orton, Shane McMahon et lui) bat celle de Raw (Braun Strowman, Chris Jericho, Kevin Owens, Roman Reigns et Seth Rollins) dans un 5-on-5 Traditional Man's Survivor Series Elimination Match. Le 4 décembre à TLC, il conserve son titre en battant The Lunatic Frange dans un TLC Match.
Le 29 janvier 2017 au Royal Rumble, il perd face à John Cena, ne conservant pas son titre. Le 12 février à Elimination Chamber, il ne remporte pas le titre de la WWE, battu par Bray Wyatt dans un Elimination Chamber Match, qui inclut également Baron Corbin, Dean Ambrose, John Cena et The Miz.
Le 2 avril à WrestleMania 33, il bat Shane McMahon. Deux soirs plus tard à SmackDown Live, alors que le commissionnaire du show bleu parle du Superstar Shake-Up, il dit que le show bleu est sa maison, qu'il ne veut aller nulle part, qu'il a du respect pour ce dernier, et effectue un Face Turn après une poignée de mains avec son patron. Le 21 mai à Backlash, il ne remporte pas le titre des États-Unis de la WWE, battu par Kevin Owens par Count Out. Le 18 juin à Money in the Bank, il ne remporte pas la mallette, gagnée par Baron Corbin.
Le 7 juillet lors d'un show au Madison Square Garden à New York, il devient le nouveau champion des États-Unis de la WWE en battant le Canadien, remportant le titre pour la première fois de sa carrière. Le 23 juillet à Battleground, il perd de nouveau face ce même adversaire, ne conservant pas son titre. Le 25 juillet à SmackDown Live, il redevient champion des États-Unis de la WWE en battant Kevin Owens et Chris Jericho dans un Triple Threat Match, remportant le titre pour la seconde fois. Le 20 août à SummerSlam, il conserve son titre en battant Kevin Owens.
Le 8 octobre à Hell in a Cell, il perd un Triple Threat Match face à Baron Corbin, qui inclut également Tye Dillinger, ne conservant pas son titre. Le 22 octobre à TLC, il remplace Bray Wyatt, absent à la suite d'une méningite, pour affronter Finn Bálor et perd face à ce dernier. Après le match, ils se saluent avec le Too Sweet, faisant référence au Bullet Club.

#### Double champion de la WWE (2017-2019)
Le 7 novembre à SmackDown Live, il redevient champion de la WWE, pour la seconde fois, en battant Jinder Mahal et devient le premier catcheur à gagner le titre hors du sol américain. Le 19 novembre aux Survivor Series, il perd face à Brock Lesnar dans un Champion vs. Champion Match. Le 17 décembre à Clash of Champions, il conserve son titre en rebattant l'Indien, malgré les nombreuses interventions des Singh Brothers en faveur de son adversaire.[réf. nécessaire]

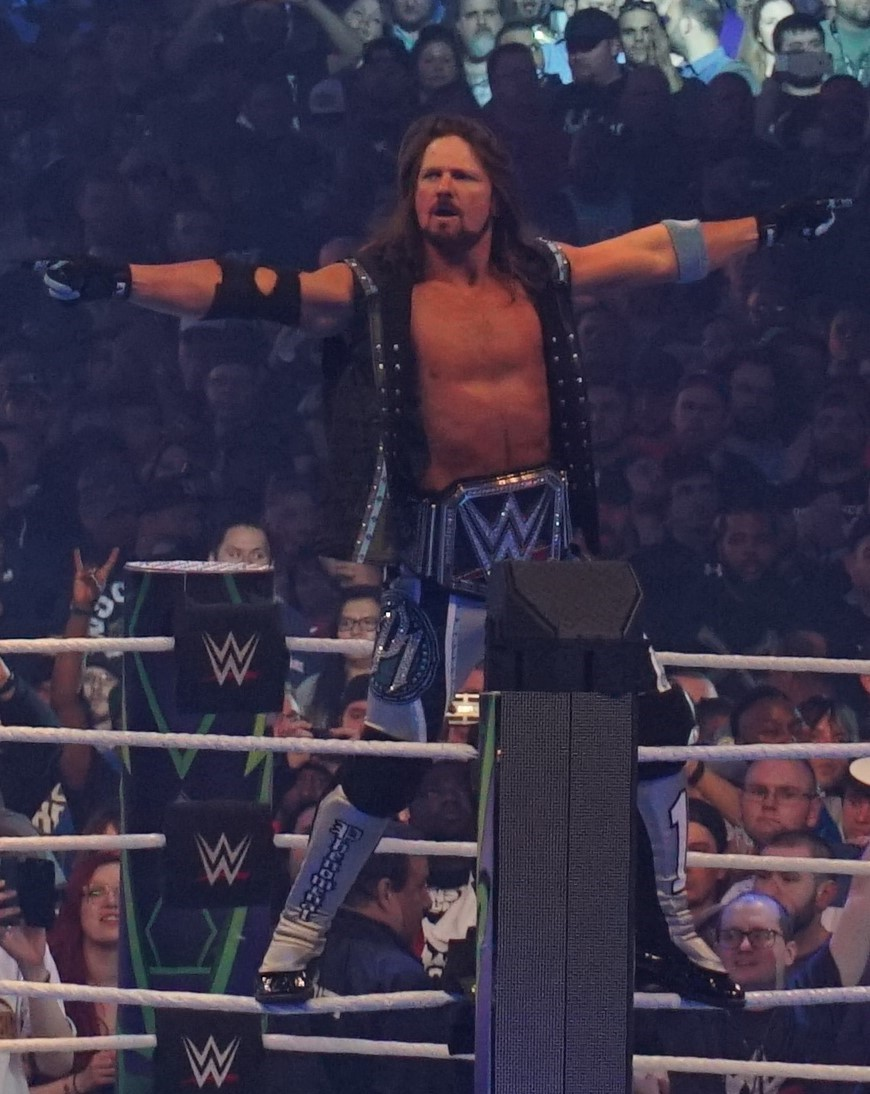
AJ Styles en tant que Champion de la WWE à WrestleMania 34.

Le 28 janvier au Royal Rumble, il conserve son titre en battant Kevin Owens et Sami Zayn dans un 1-on-2 Handicap match. Le 11 mars à Fastlane, il conserve son titre en battant Baron Corbin, Dolph Ziggler, John Cena, Kevin Owens et Sami Zayn dans un 6-Pack Challenge.
Le 8 avril à WrestleMania 34, il conserve son titre en battant Shinsuke Nakamura. Après le combat, les deux hommes se prennent mutuellement dans les bras, mais son adversaire effectue un Heel Turn en lui portant un Low-Blow et un Kinshasa. Le 27 avril au Greatest Royal Rumble, son match face au Japonais se termine en Double Count Out, mais il conserve son titre. Le 6 mai à Backlash, son match face à son même adversaire se termine en No Contest, après un double Low-Blow entre les deux hommes, restés au sol jusqu'au compte de 10, mais il conserve son titre. Le 17 juin à Money in the Bank, il conserve son titre en rebattant Shinsuke Nakamura dans un Last Man Standing Match.
Le 15 juillet à Extreme Rules, il conserve son titre en battant Rusev. Le 19 août à SummerSlam, il perd face à Samoa Joe par disqualification, mais conserve son titre. Pendant le combat, son adversaire s'adresse à sa femme et sa fille en disant qu'il va rentrer et que s'il ne peut pas, le Samoan deviendra son nouveau père. À la suite de ces propos, il explose de colère et tabasse Samoa Joe à coups de chaise avant de partir avec sa petite famille. Le 16 septembre à Hell in a Cell, il conserve son titre en prenant sa revanche sur son même adversaire, à la suite d'une erreur d'arbitrage. 
Le 6 octobre à Super Show-Down, il conserve son titre en rebattant le Samoan par soumission dans un No Disqualification Match. Le 2 novembre à Crown Jewel, il conserve son titre en rebattant Samoa Joe. Le 13 novembre à SmackDown Live, il ne conserve pas son titre, battu par Daniel Bryan qui effectue un Heel Turn en lui portant un Low-Blow pendant le match, ce qui met fin à un règne de 371 jours. Après le match, il se fait attaquer par ce dernier. Le 16 décembre à TLC, il ne remporte pas la ceinture, rebattu par son même adversaire.
Le 27 janvier au Royal Rumble, il ne remporte pas le titre, rebattu par The New Daniel Bryan, à la suite d'une intervention de Rowan. À la fin du match, il se fait attaquer par son adversaire qui lui porte son Busaiku Knee. Le 17 février à Elimination Chamber, il ne remporte pas la ceinture, rebattu par son même adversaire dans un Elimination Chamber Match, qui inclut également Jeff Hardy, Kofi Kingston, Randy Orton et Samoa Joe. 
Le 7 avril à WrestleMania 35, il bat Randy Orton.

#### Draft àRaw, reformation du Club, triple champion des États-Unis de la WWE et rivalité avc The Undertaker (2019-2020)
Le 15 avril à Raw, lors du Superstar Shake-Up, il est annoncé être officiellement transféré au show rouge. Le 19 mai à Money in the Bank, il ne remporte pas le titre Universel de la WWE, battu par Seth Rollins. Après le combat, les deux hommes échangent une poignée de mains.
Le 1er juillet à Raw, il bat Ricochet une première fois, remportant le titre des États-Unis de la WWE, mais doit rendre le titre, car son adversaire avait le pied sur la première corde lors du tombé, que l'arbitre du combat n'avait pas vu, mais sera prévenu par un de ses collègues. Le match reprend, mais cette fois, il perd. Après le match, les deux hommes se serrent la main, mais il effectue un Heel Turn en attaquant son adversaire par surprise, rejoint ensuite par les Good Brothers, qui attaquent également son opposant, et le trio fait le geste du Too Sweet, reformant The Club. Le 14 juillet à Extreme Rules, il redevient champion des États-Unis de la WWE en battant Ricochet, remportant le titre pour la troisième fois.  Le 11 août à SummerSlam, accompagné des Good Brothers, il conserve son titre en battant le même adversaire. Le 15 septembre lors du pré-show à Clash of Champions, il conserve son titre en battant Cedric Alexander. Après le match, les Good Brothers et lui attaquent son adversaire.
Le 6 octobre à Hell in a Cell, les Good Brothers et lui perdent par disqualification face aux Viking Raiders et à Braun Strowman dans un 6-Man Tag Team Match. Le 31 octobre à Crown Jewel, il conserve son titre en battant Humberto Carrillo, qui avait remporté le 20-Man Royal Rumble plus tôt dans la soirée. Le 24 novembre aux Survivor Series, il perd  face au champion Nord-Américain de NXT, Roderick Strong dans un Champion vs. Champion vs. Champion Triple Threat match, qui inclut également le champion Intercontinental de la WWE, Shinsuke Nakamura. Le lendemain à Raw, il perd face à Rey Mysterio, à la suite d'une intervention extérieure de Randy Orton en faveur de son adversaire, ne conservant pas son titre .
Le 26 janvier 2020 au Royal Rumble, il entre dans le Royal Rumble masculin en 18e position, mais se fait éliminer par Edge. Le 27 février à Super ShowDown, il ne remporte pas le Tuwaiq Mountain Trophy, battu par l'Undertaker dans un Gauntlet Match. Le 8 mars à Elimination Chamber, il perd un No Disqualification Match face à Aleister Black, à la suite d'une intervention du DeadMan en faveur de son adversaire. 
Le 4 avril à WrestleMania 36, il perd face à l'Undertaker dans un Boneyard Match. Le 10 mai à Money in the Bank, il ne remporte pas la mallette, gagnée par Otis.

#### Retour àSmackDown, champion Intercontinental de la WWE (2020)
Le 22 mai à SmackDown, il bat Shinsuke Nakamura et se qualifie pour les demi-finales du tournoi, désignant le prochain champion intercontinental de la WWE. Dans la même soirée, il est annoncé être transféré au show bleu, à la suite de l'échange avec les Dirty Dawgs qui vont à Raw. Le 12 juin à SmackDown, il devient le nouveau Champion Intercontinental de la WWE en battant Daniel Bryan en finale du tournoi, remportant le titre pour la première fois de sa carrière. 
Le 21 août à SmackDown, il perd face à Jeff Hardy, ne conservant pas son titre. Le 27 septembre à Clash of Champions, il ne remporte pas le titre Intercontinental de la WWE, battu par Sami Zayn dans un Triple Threat Ladder Match, qui inclut également Jeff Hardy.

#### Retour àRawet champion par équipes deRawavec Omos (2020-2021)
Le 9 octobre à SmackDown, lors du Draft, il est annoncé être transféré au show rouge par Stephanie McMahon. Le 19 octobre à Raw, il apparaît aux côtés d'Omos, devenu son nouveau garde du corps avec qui il s'est allié, et bat Riddle. Le 22 novembre aux Survivor Series, l'équipe Raw (Braun Strowman, Sheamus, Keith Lee, Riddle et lui) bat celle de SmackDown (Kevin Owens, Jey Uso, King Corbin, Seth Rollins et Otis) dans un 5-on-5 Traditional Survivor Series Man's Elimination Match. Le 20 décembre à TLC, il ne remporte pas le titre de la WWE, battu par Drew McIntyre dans un Triple Threat TLC Match, qui inclut également le Miz.
Le 31 janvier au Royal Rumble, il entre dans le Royal Rumble masculin en 25e position, mais se fait éliminer par Braun Strowman. Le 21 février à Elimination Chamber, il ne remporte pas le titre de la WWE, battu par Drew McIntyre dans un Elimination Chamber Match, qui inclut également Jeff Hardy, Kofi Kingston, Randy Orton et Sheamus. 
Le 10 avril à WrestleMania 37, Omos et lui deviennent les nouveaux champions par équipe de Raw en battant le New Day, remportant les titres pour la première fois de leurs carrières et devient, par la même occasion, le 15e Grand Slam Champion et le 33e Triple Crown Champion.
Le 18 juillet à Money in the Bank, ils conservent leurs titres en battant les Viking Raiders. Le 21 août à SummerSlam, ils perdent face à RK-Bro (Randy Orton et Riddle), ne conservant pas leurs titres. Le 26 septembre à Extreme Rules, Bobby Lashley et eux perdent face au New Day dans un 6-Man Tag Team match. 
Le 21 octobre à Crown Jewel, ils ne remportent pas les titres par équipe de Raw, battus par RK-Bro. Le 21 novembre aux Survivor Series, il ne remporte pas la Dual Brand Battle Royal, gagnée par Omos. Le 20 décembre à Raw, Omos et lui perdent face à Los Mysterios. Après le combat, il effectue un Face Turn, car le géant nigérian se retourne contre lui, ce qui met fin à leur alliance.

#### Retour en solo, du O.C et àSmackDown(2022-2023)
Le 29 janvier 2022 au Royal Rumble, il entre dans le Royal Rumble masculin en première position, élimine Robert Roode, Shinsuke Nakamura, Sami Zayn, son ancien partenaire Omos (avec l'aide d'Austin Theory, de Chad Gable, Dominik Mysterio, Ricochet et Ridge Holland), Austin Theory et Ridge Holland, avant d'être lui-même éliminé par Madcap Moss. Le 19 février à Elimination Chamber, il ne remporte pas le titre de la WWE, battu par Brock Lesnar dans un Elimination Chamber Match, qui inclut également Austin Theory, Bobby Lashley (ayant abandonné le combat pour blessure), Riddle et Seth Rollins. Le 28 février à Raw, il accepte de défier Edge dans un match à WrestleMania 38. Ce dernier effectue un Heel Turn en lui portant un Con-Chair-To avec une chaise.
Le 3 avril à WrestleMania 38, il perd face à Edge. Le 8 mai à WrestleMania Backlash, il perd face au même adversaire par soumission, attaqué par Rhea Ripley pendant le combat, qui rejoint le camp de son opposant. Le 16 mai à Raw, accompagnés de Liv Morgan, Finn Bálor et lui battent Los Lotharios (Angel et Humberto). Après le combat, leur nouvelle partenaire s'allie officiellement avec eux, en faisant le geste Too Sweet. Le 5 juin à Hell in a Cell, le trio perd face au Judgment Day dans un 6-Person Mixed Tag Team Match. Le lendemain à Raw, son alliance avec Liv Morgan et Finn Bálor prend fin, car l'Irlandais effectue un Heel Turn en rejoignant le Judgment Day, et devient le leader du clan à la place d'Edge.
Le 10 octobre à Raw, il fait semblant de rejoindre le Judgment Day, car il reforme The O.C avec les Good Brothers, de retour dans la compagnie 2 ans et 6 mois après leur renvoi, et ensemble, les trois hommes attaquent Damian Priest, Dominik Mysterio et Finn Bálor. Le 5 novembre à Crown Jewel, ils perdent face au Judgment Day dans un 6-Man Tag Team match. Deux soirs plus tard à Raw, ils reçoivent le renfort de Mia Yim, de retour dans la compagnie un an après son renvoi, qui s'allie officiellement avec eux et attaque Rhea Ripley, ce qui provoque une bagarre générale entre le Judgment Day et eux. Le 26 novembre aux Survivor Series WarGames, il prend sa revanche sur l'Irlandais, qui l'avait battu à TLC 5 ans auparavant. Le 31 décembre, il souffre d'une blessure à la cheville, survenue lors d'un Live Event il y a 2 soirs, et doit s'absenter pendant 4 mois.
Le 28 avril 2023 à SmackDown, il fait son retour de blessure et son clan est également annoncé être officiellement transféré au show bleu par JBL. Un mois plus tard à Night of Champions, il ne remporte pas le titre mondial poids-lourds de la WWE, battu par Seth "Freakin" Rollins en finale du tournoi.[réf. nécessaire]
Le 5 août à SummerSlam, il ne remporte pas la Slim Jim SummerSlam 25-Man Battle Royal, gagnée par LA Knight. Le 22 septembre à SmackDown, alors qu'il devait signer un contrat pour le match entre Jimmy Uso, Solo Sikoa, John Cena et lui à Fastlane, il se fait brutalement attaquer par les deux Samoans de la Bloodline et est transporté d'urgence à l'hôpital. À la suite de cela, il s'absente pendant deux mois et demi. 

#### Retour en solo, rivalités avec LA Knight, Cody Rhodes et blessure (2023-2024)
Le 15 décembre à SmackDown, il fait son retour de blessure après 2 mois et demi d'absence, vient en aide à Randy Orton et LA Knight, tous deux attaqués par le trio de la Bloodline, mais effectue un Tweener Turn, car il attaque le second catcheur.
Le 27 janvier 2024 au Royal Rumble, il ne remporte pas le titre Universel incontesté de la WWE, battu par Roman Reigns dans un Fatal 4-Way match qui inclut également LA Knight et Randy Orton. Le 24 février à Elimination Chamber, il effectue un Heel Turn, car il intervient dans le Men's Elimination Chamber match et agresse LA Knight avec une chaise.
Le 7 avril à WrestleMania XL, il perd face à The Megastar. Le 4 mai à Backlash, il ne remporte pas le titre incontesté de la WWE, battu par Cody Rhodes. Le 15 juin à Clash at the Castle, il ne remporte pas la ceinture, rebattu par son même adversaire dans un « I Quit » match.
Le 4 octobre à SmackDown, il fait son retour après 3 mois et demi d'absence en tant que Face, se repent de son attitude passée, mais perd face à Carmelo Hayes sur décision de l'arbitre, car il se blesse le pied gauche. Onze jours plus tard, sa blessure au pied gauche se confirme et il doit s'absenter pour une durée indéterminée.

#### Retour àRaw(2025-...)
Le 1er février 2025 au Royal Rumble, il fait son retour de blessure après 3 mois et demi d'absence, entre dans le Men's Royal Rumble match en 21e position, élimine LA Knight avant d'être lui-même éliminé par Logan Paul. Deux soirs plus tard à Raw, il rejoint officiellement le show rouge.
Le 20 avril à WrestleMania 41, il perd face à l'ancien champion des États-Unis.

## Palmarès
- All Access Wrestling
  - 1 fois AAW Heavyweight Champion
- Ballpark Brawl

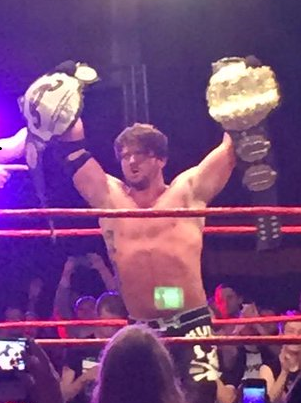
A.J. Styles en tant que RPW British Heavyweight Champion et champion du monde poids lourds de l'IWGP en 2015.

  - 1 fois Natural Heavyweight Champion[181]
- Christian Wrestling Federation/Entertainment
  - 2 fois CWF/E Heavyweight Champion[182]
- Extreme Texas Wrestling
  - 1 fois ETW Heavyweight Champion
- Family Wrestling Entertainment
  - 1 fois FWE Heavyweight Champion[183]
- Independent Professional Wrestling (Florida)
  - 1 fois IPW Heavyweight Champion[184]
- Independent Wrestling Association Mid-South
  - 1 fois IWA Mid-South Heavyweight Champion
  - Ted Petty Invitational (2004)
- International Wrestling Cartel
  - 2 fois IWC Super Indies Champion
- Independent Wrestling Revolution
  - 1 fois IWR King of The Indies Champion[185]
- Maximum Pro Wrestling
  - 1 fois Max-Pro Cruiserweight Champion
- Midwest Pro Wrestling
  - 1 fois MPW Universal Heavyweight Champion
- New Japan Pro-Wrestling
  - 2 fois champion poids-lourds de l'IWGP
- New Korea Pro Wrestling Association
  - 1 fois NKPWA Junior Heavyweight Champion
- NWA Wildside
  - 1 fois NWA Wildside Heavyweight Champion
  - 3 fois NWA Wildside Television Champion
- Pennsylvania Premiere Wrestling
  - 1 fois PPW Tag Team Championship avec Tommy Suede
- Pro Wrestling Guerrilla
  - 1 fois PWG World Champion[186]
- Revolution Pro Wrestling
  - 1 fois RPW British Heavyweight Championship[187]
- Ring of Honor
  - 1 fois ROH Pure Champion[188]
  - 1 fois ROH Tag Team Champion avec Amazing Red
  - Tournoi désignant le premier ROH Pure Champion - (2004)[189]
- Total Nonstop Action Wrestling
  - 2 fois champion du monde poids-lourds de la TNA
  - 3 fois champion du monde poids-lourds de la NWA[190]
  - 6 fois champion de la X Division[191]
  - 2 fois champion de la télévision
  - 4 fois champion du monde par équipe de la NWA avec Jerry Lynn (1), Abyss (1) et Christopher Daniels (2)[192]
  - 2 fois champion du monde par équipe de la TNA avec Tomko (1) et Kurt Angle (1)[193]
  - 1er TNA Triple Crown Champion (5 fois)
  - 1er TNA Grand Slam Champion (2 fois)
  - Rivalité de l'Année (2005) vs. Christopher Daniels
  - Finisher de l'Année (2003) avec le Styles Clash
  - Match de l'Année (2006) avec Christopher Daniels vs. Homicide et Hernandez à No Surrender, le 24 septembre 2006
  - Match de l'Année (2009) vs. Sting à Bound for Glory, le 18 octobre 2009
  - M. TNA (2003, 2004 et 2005)
  - Équipe de l'Année (2006) avec Christopher Daniels
  - Gauntlet for the Gold (2007) avec Tomko
  - Star de la X Division de l'année (2004)
  - Gagnant des Bound for Glory Series de 2013
- World Wrestling All-Stars
  - 1 fois WWA International Cruiserweight Champion
- World Wrestling Entertainment
  - 2 fois champion de la WWE
  - 1 fois champion intercontinental de la WWE
  - 3 fois champion des États-Unis de la WWE
  - 1 fois champion par équipe de Raw - avec Omos
  - 33e WWE Triple Crown Champion
  - 15e WWE Grand Slam Champion
  - Slammy Awards :
    - Meilleur match de l'année (2020) (The Undertaker vs. AJ Styles - Boneyard Match, WrestleMania 36)

## Récompenses des magazines
- Pro Wrestling Illustrated

| Année | 2001 | 2002 | 2003 | 2004 | 2005 | 2006 | 2007 | 2008 | 2009 | 2010 | 2011 | 2012 | 2013 | 2014 | 2015 | 2016 | 2017 | 2018 | 2019 | 2020 | 2021 | 2022 | 2023 | 2024 |
| ----- | ---- | ---- | ---- | ---- | ---- | ---- | ---- | ---- | ---- | ---- | ---- | ---- | ---- | ---- | ---- | ---- | ---- | ---- | ---- | ---- | ---- | ---- | ---- | ---- |
| Rang  | 199  | 70   | 11   | 8    | 7    | 13   | 32   | 21   | 19   | 1    | 24   | 28   | 28   | 4    | 3    | 4    | 2    | 2    | 3    | 10   | 35   | 74   | 99   | 56   |

- - PWI Wrestler Of The Year (2016, 2017)[195]
  - PWI Match Of The Year (2016)
- Wrestling Observer Newsletter
  - Best Flying Wrestler (2005)
  - Best Wrestling Maneuver (2003) Styles Clash
  - Worst Worked Match of the Year (2006) TNA Reverse Battle Royal à TNA Impact! 
  - Worked Match of the Year (2014) vs. Minoru Suzuki le 1er août
  - Most Outstanding Wrestler (2014, 2015)
  - Wrestler of the Year (2015)

| # | Résultat | Adversaires                      | Événement            | Date              | Durée | Lieu                                 | Notes                                                                                                   |
| - | -------- | -------------------------------- | -------------------- | ----------------- | ----- | ------------------------------------ | --- |
| 1 | Victoire | Samoa Joe et Christopher Daniels | TNA Unbreakable 2005 | 11 septembre 2005 | 22:50 | Universal Studios, Orlando           | Le titre de champion de la Division X de Daniels est en jeu.                                            |
| 2 | Défaite  | Cody Rhodes                      | Backlash (2024)      | 4 mai 2024        | 27:20 | LDLC Arena, Décines-Charpieu, France | Il s'agissait de la première défense de titre de Cody Rhodes en tant que Champion incontesté de la WWE. |

## Vie privée
Il est actuellement en couple et marié avec Wendy Jones depuis le 5 août 2000, avec qui il a quatre enfants : Ajay Covell Jones (né le 3 mai 2005), Avery Jones (né le 14 février 2007), Albey Jones (né le 15 septembre 2009) et Anney Jones (née le 8 octobre 2014).

## Renommée
Dans un article de 2016, Michael Moore, journaliste du Pro Wrestling Torch, déclare que AJ Styles a « longtemps été considéré comme l'un des meilleurs lutteurs du monde ». En novembre 2012, le chroniqueur d' IGN UK, Matt Fowler a classé AJ Styles au 38e rang des 50 meilleurs lutteurs professionnels de tous les temps.
Le chroniqueur de The Independent, Ayub Nouinou l'a décrit comme le « joyau de la couronne » de la TNA pendant plus de dix ans, avant « d'appliquer son art » à la NJPW et à la ROH entre autres. Nouinou a poursuivi en affirmant que AJ Styles s'était imposé comme l'un des meilleurs talents de la planète au cours des années 2014 et 2015 et notait que la signature de AJ Styles à la WWE en 2016 était considérée comme l’une des plus grandes signatures depuis le tournant du millénaire. En ce qui concerne la valeur financière d'AJ Styles à la WWE, Nouinou a déclaré qu'il ne fait aucun doute que The Phenomenal One peut être un énorme attrait pour la société dans tous les départements - qu'il s'agisse de marchandises, de programmes de télévision ou d’achats à la carte. Le point de vue de Vince McMahon sur les lutteurs professionnels qui pourraient être "trop petits", pourrait avoir changé après la signature de AJ Styles, affirmant que l’acquisition de ce dernier signifie un changement de philosophie chez Vince McMahon. Au lieu de s'en tenir aux vues stéréotypées de ce à quoi devrait ressembler la superstar d'un événement principal, il semble que la WWE ait pu accepter que la capacité de lutte et la capacité de divertissement soient prioritaires. Enfin, Ayub Nouinou a prédit que AJ Styles peut être la superstar qui dirigera la WWE dans une nouvelle ère.
Le médaillé d'or et membre du Hall of Fame de la WWE et de la TNA, Kurt Angle a déclaré ce qui suit dans une interview accordée à ESPN en février 2016 au sujet de la capacité de lutte d'AJ Styles : « Je dirais que le meilleur lutteur que j'ai combattu était AJ Styles, je crois qu’il va vraiment bien faire à la WWE et qu'il est de loin l’un des meilleurs lutteurs aujourd'hui ». En mars 2017, Josh Barnett, éditorialiste pour USA Today a déclaré que AJ Styles pourrait être considéré comme le MVP de la WWE au cours de la dernière année. Il a également ajouté qu'en 2016, AJ Styles a eu quelques-uns des meilleurs matchs de la WWE, notamment plusieurs matches contre John Cena et Roman Reigns, tout en notant qu'il était considéré comme l'un des rares interprètes à pouvoir concurrencer n'importe qui.
Après les Survivor Series en novembre 2017, le promoteur et manager de renom dans le monde du catch Paul Heyman a fait la déclaration suivante: AJ Styles est tout ce que Shawn Michaels, Bret Hart et Ric Flair ont apporté à leur génération et il l'a mise à jour. Il est vraiment le plus extraordinaire des artistes sur le ring que j’ai eu l’honneur et le plaisir de regarder de près.